# Selección femenina de balonmano de Suecia
La selección femenina de balonmano de Suecia es el equipo femenino de balonmano que representa a Suecia en la competiciones de selecciones nacionales.

## Resultados
Ha disputado siete de 21 ediciones del Campeonato Mundial de Balonmano Femenino, donde resultó sexta en 1993 y octava en 1957 y 2001. En tanto, disputó los Juegos Olímpicos de 2008 y 2012, logrando el octavo puesto en su debut.
En el Campeonato Europeo de Balonmano Femenino, la selección de Suecia ha finalizado segunda en 2010, tercera en 2014, sexta en 2006, séptima en 1994 y octava en 1996 y 2012.
A partir de la década de 2000, la mayoría de las jugadoras han provenido del club sueco IK Sävehof y de la liga danesa.